# Gilbert Yvel
Gilbert Ramon Yvel, född 30 juni 1976 i Amsterdam, är en nederländsk före detta MMA-utövare som bland annat tävlade i organisationerna Ultimate Fighting Championship och PRIDE.